# 古場田良郎
古場田 良郎 （こばた よしろう、1955年 - ）は、日本のプロダクトデザイナー。デザインコンサルタント。

## 人物
- 1955年 - 石川県生まれ
- 1977年 - 金沢美術工芸大学産業美術学科工業デザイン専攻卒業
- 1977年 - 日産自動車デザインセンター在籍（- 1989年）

日産・シルビア(S110後期型・S12前期型) をはじめとする数々の量産車のデザイン、同社CIデザインシステム導入プロジェクトなどを経て、限定生産車「日産・Be-1」「日産・パオ」「日産・フィガロ」 の商品企画・デザインを担当し、同社のパイクカー（高感度商品）戦略 の基礎を築く。
- 1991年 - 古場田デザインスタジオ設立

日用品、情報機器、車両、産業機械などの幅広いプロダクトの商品開発・デザインを中心に、国内外の地場産業振興、地域振興も手がけている。
- 2001年〜 - インドネシアにおけるデザイン振興拠点整備事業、同ラタン家具産業振興拠点整備事業、同輸出振興庁機能改善プロジェクト、ウズベキスタンにおける工芸・観光振興基礎調査事業にも参画している。

公益社団法人日本インダストリアルデザイナー協会正会員、公立大学法人金沢美術工芸大学非常勤講師。

## 著書
- 『パオのキセキ 2回目の奇跡の軌跡』 スピードウェル出版 2014年12月初版　ISBN 978-4-99081340-6 C0076

### 主な関連書籍
- 『Be-1』The Story of Bran-New Brand　リクルート出版　1987年10月初版　ISBN 4-88991-085-9 C0075
- ビジネスコミック『挑戦　日産Be-1開発』　芸文社　1987年11月初版　ISBN 4-87465-174-7 C0079
- 『日産・意識大革命』　ダイヤモンド社　1987年11月初版　ISBN 4-478-30024-0 C0034
- ビジネスジャンプコミック『人を生かす企業力』 集英社　1988年6月初版　ISBN 4-08-863209-5 C0379
- 『ヒット商品はデザインで決まる』 エール出版社　1990年6月初版　ISBN 4-7539-0971-9 C0379
- 『インダストリアルデザイナーになるには』 ぺりかん社　1993年2月初版　ISBN 4-8315-0585-4 C0060
- エンスーCARガイド『日産パオ＆フィガロ＆Be-1』 三樹書房　2008年9月初版　ISBN 978-4-89522-517-5 C0075
- 『国産名車コレクション　Vol.70  日産Be-1』 アシェット婦人画報社　2008年9月初版　JAN：4910241840982